# Энгуре (село)
Э́нгуре (латыш. Engure) — населённый пункт («крупное село», латыш. lielciems) в северной части Латвии, расположенный в Энгурской волости Тукумского края. До 1 июля 2009 года входил в состав Тукумского района.
Является центром Энгурской волости. Расстояние до Тукумса 22 км, до Риги 71 км.

## История
В исторических источниках впервые упоминается в 1254 году. Как и многие другие поселения Курляндии, Энгуре переживал расцвет в XVII веке, при правлении герцога Екаба, когда были созданы корабельные верфи и мануфактуры, где ткали парусное полотно, варили железо, ковали гвозди, лили якоря.
До начала 1710-х годов в Энгуре хозяйствовало некоторое количество ливских семей.
В 1875 году по инициативе Кришьяниса Валдемара была открыта Энгурская морская школа (во время Первой мировой войны эвакуирована в Херсон), в 1948—1992 годах в Энгуре находилось правление рыболовецкого колхоза «Падомью звейниекс» («Советский рыбак»).
В наши дни[когда?] в Энгуре работают промышленные и перерабатывающие предприятия (крупнейшие из них — «Энгурес механикис», «Унда», «Энгуре», «Лицис»), функционирует Энгурский порт, проходят занятия в филиале Латвийской морской академии, Энгурской средней школе, начальной школе и в дошкольном образовательном учреждении «Спарите». Также имеются девять магазинов, три кафе, гостиный дом «Стагарс», автошкола, библиотека, Дом культуры, Центр здоровья, аптека, яхтклуб «Герцог Екаб».